# Narromine Shire
Koordinaten: 32° 14′ S, 148° 10′ O

Narromine Shire ist ein lokales Verwaltungsgebiet (LGA) im australischen Bundesstaat New South Wales. Das Gebiet ist 5.264,52 km² groß und hat etwa 6.400 Einwohner.
Narromine liegt im Zentrum des Staates etwa 440 km nordwestlich der Metropole Sydney. Das Gebiet umfasst 7 Ortsteile und Ortschaften: Burroway, Dandaloo, Narromine, Tomingley, Trangie und Teile von Bundemar und Gin Gin. Der Sitz des Shire Councils befindet sich in der Stadt Narromine im Osten der LGA, wo etwa 3.500 Einwohner leben.

## Verwaltung
Der Narromine Shire Council hat neun Mitglieder, die von den Bewohnern der LGA gewählt werden. Narromine ist nicht in Bezirke untergliedert. Aus dem Kreis der Councillor rekrutiert sich auch der Mayor (Bürgermeister) des Councils.